# Křinec
Křinec település Csehországban, a Nymburki járásban. Křinec Vestec, Nový Dvůr, Rožďalovice, Hrubý Jeseník, Mcely, Žitovlice, Seletice, Činěves, Dymokury, Jíkev, Košík és Chotěšice településekkel határos. Lakosainak száma 1363 fő (2024. január 1.).

## Népesség
A település lakosságának változását az alábbi diagram mutatja:
| Lakosok száma | 2322 | 2647 | 2431 | 1797 | 1614 | 1364 | 1271 | 1286 | 1311 | 1363 |
|               | 1869 | 1890 | 1921 | 1950 | 1980 | 2001 | 2017 | 2019 | 2022 | 2024 |